# Occhiali neri (commedia)
Occhiali neri è una commedia napoletana scritta da Eduardo De Filippo nel 1945, contenuta nella raccolta Cantata dei giorni dispari.

## Trama
La commedia, in un atto unico, racconta le vicende di Mario Spelta - un uomo tornato cieco dalla guerra - affrontando tematiche fino a quel momento sottoposte a censura.